# 空港消防隊
空港消防隊とは、空港用化学消防車などを使用して、空港内での航空機事故が発生した場合に迅速に消火、救助活動を行う空港専門の消防隊である。

## 概要
全ての空港内に設置されており、空港用化学消防車をはじめ、各種支援車両が空港内での航空機事故に備えて配備されている。

## 日本での空港消防
日本では、全国の空港に空港用化学消防車が3台（空港の規模により配備数は異なる）ずつ配備されており、その他にも給水車や、救難照明車、医療資機材搬送車、空港消防隊の指揮統制と各関係機関との連絡を担う指揮車などが各1台配備されている。
なお、日本での空港用化学消防車については長年、モリタ社の「MAF」シリーズや東急車輛製造社の空港用化学消防車が主流であったが、近年ではオーストリアのローゼンバウアー社が製造する「パンサー」シリーズが数多く導入され、これまで使用してきた「MAF」シリーズなどの置き換えが進められている。